# Множина допустимих альтернатив
Множина́ допусти́мих альтернати́в (множина допустимих наборів) — у мікроекономіці — множина всіх наборів благ, які в принципі можуть бути доступними споживачеві і з яких споживач робить вибір. Множина допустимих альтернатив може мати довільну, не обов'язково числову природу (див., наприклад, Парадокс Кондорсе). Однак найчастіше розглядають підмножини товарних наборів, які описуються числовими значеннями.
На множині допустимих альтернатив задають відношення уподобання, які впорядковують набори за ступенем їх бажаності для економічного агента. Уподобання разом із бюджетним обмеженням використовують у постановці задачі споживача, що описує процедуру оптимального вибору.

## Визначення
Множина допустимих альтернатив — це просто набір довільних опцій, доступних споживачеві {\displaystyle X=\{A,B,C,...\}}. Найчастіше розглядають підмножини в {\displaystyle \mathbb {R} _{+}^{L}}, які описуються числовими значеннями. Математично множина допустимих альтернатив визначається як множина упорядкованих наборів вигляду:
{\displaystyle X=\{(x_{1},...x_{L})\in \mathbb {R} _{+}^{L}\}}
Кожне число в такому наборі позначає кількість відповідного йому блага.

## Властивості множини
Кількість блага може бути обмеженою. Наприклад, обмежена кількість годин відпочинку протягом доби. Слід відрізняти фізичну обмеженість блага від обмеженості, викликаної бюджетним обмеженням. Фізична обмеженість пов'язана з природою самого блага і не залежить від доходу споживача.
Кількість блага може бути як додатною, так і від'ємною. Приклад від'ємної кількості — кількість годин праці, пропонована агентом на ринку праці. Часто можна перейти від від'ємного значення до додатного, якщо розглядати протилежне число. Наприклад, можна замість годин праці розглядати години відпочинку, оскільки сума часу праці і відпочинку дорівнює тривалості доби, яка фіксована.
Окремі блага можуть бути дискретними. Наприклад, вимірюватися в штуках. Для зручності моделювання часто передбачається, що кількість благ, які входять до набору, змінюється неперервно. Блага є нескінченно подільними. Це дозволяє під час розв'язування задачі споживача використовувати методи теорії оптимізації.
Множина допустимих альтернатив може включати нуль {\displaystyle (0,0,...0)\in X}. Інтуїтивно це означає, що споживач може нічого не вибирати.

## Вибір споживача
Під час моделювання поведінки споживача передбачається, що він має можливість порівнювати набори між собою. У цьому випадку кажуть, що задані уподобання споживача на множині допустимих альтернатив. Зокрема, за деяких умов може існувати функція корисності, яка представляє уподобання. З математичної точки зору, відношення уподобання — це бінарне відношення на множині, А функція корисності — це спосіб скалярного ранжування.
Найчастіше споживачу доступні не всі набори благ, а лише деяка їх підмножина. Наприклад, якщо дохід споживача обмежений, то фактичний вибір здійснюється в межах бюджетної множини.
Існує два підходи до моделювання поведінки споживача.
1. Підхід, заснований на уподобаннях. За цього підходу вважається, що відоме відношення уподобання на множині допустимих альтернатив. Тоді вибір споживача є рішенням задачі споживача.
2. Підхід, заснований на спостереженні за вибором споживача. За цього підходу уподобання споживача невідомі, і дослідник судить про них на підставі виявлених уподобань.

## Примітка
1. ↑  Бусыгин и др., 2008.
2. ↑  Mas-Colell A. et al., 1995.